# Linia kolejowa Biederitz – Altengrabow
Linia kolejowa Biederitz – Altengrabow – regionalna i niezelektryfikowana linia kolejowa w Niemczech, w kraju związkowym Saksonia-Anhalt. Biegnie z Biederitz przez Loburg do Altengrabow. Między Biederitz i Loburgiem kursują pociągi regionalne linii 35 DB Regio.